# Джексон, Майкл
Майкл Джо́зеф Дже́ксон (англ. Michael Joseph Jackson; 29 августа 1958[…], Гэри, Индиана — 25 июня 2009[…], Лос-Анджелес, Калифорния[…]) — американский певец, автор песен, музыкальный продюсер, аранжировщик, танцор, хореограф, актёр, сценарист, филантроп и предприниматель. Обладатель 15 премий «Грэмми» и сотен других премий.
Майкл Джексон — один из самых успешных исполнителей в истории поп-музыки. Известен как «Король поп-музыки». Количество проданных в мире записей Джексона (альбомов, синглов, сборников и т. д.) составляет 1 миллиард копий. Он внёс значительный вклад в развитие популярной музыки, видеоклипов, танца и моды.

## Жизнь и карьера

### 1958—1971: Детство и начало карьеры в группе
Майкл Джексон родился 29 августа 1958 года в городке Гэри, штат Индиана, он стал седьмым из девяти детей в семье музыкального менеджера Джозефа Джексона (1928—2018) и писательницы Кэтрин Джексон (род. 1930). Майкл рос с тремя сёстрами и пятью братьями. Одна из сестёр — певица Джанет Джексон (род. 1966). Отец работал крановщиком на сталелитейном заводе, вся семья жила в небольшом домике. В свободное от работы время Джозеф выступал на небольших местных площадках со своей группой Falcons, играл на электрогитаре. Семья жила в музыкальной атмосфере, Кэтрин вспоминала, как пела со своими детьми такие песни как «Cotton Fields», «She Would Coming ‘Round the Mountain» и «Wabash Cannonball». Члены семьи Джексон были приверженцами религии Свидетелей Иеговы. Кэтрин стала посещать их церковь и приняла крещение в 1960 году, когда Майклу было 2 года. Джексоны очень серьёзно относились к религиозным традициям, изучали Библию, посещали встречи Свидетелей, не отмечали Рождество и дни рождения. Несмотря на это, Майкл был единственным в семье, кто принял крещение вслед за матерью. В 60-х гг. Джозеф стал задумываться о том, чтобы создать коллектив, состоящий из его старших сыновей. Первоначально в группу The Jackson Brothers вошли Джеки, Джермейн и Тито. Майкл был ещё слишком маленьким и лишь со стороны наблюдал за тем, как репетируют старшие братья. В 1963 году он начал обучение в начальной школе Гарнетта в Гэри и выступил на одном из школьных праздников с песней «Climb Ev'ry Mountain», тогда, заметив в нём талант, Кэтрин убедила Джозефа включить пятилетнего мальчика в состав. К коллективу тогда же присоединился и Марлон, и группа из пяти братьев была переименована в The Jackson 5. Отец воспитывал детей, поддерживая жёсткую дисциплину, и применял силу в случаях, когда его что-то не устраивало. Джексон рос, проводя много времени в студии, на репетициях и на сцене, почти не имея возможности выйти на улицу и поиграть с другими детьми в парке. Несмотря на грубые и деспотичные методы воспитания Джозефа Майкл всегда благодарил отца за то, что тот заложил в него решимость, научил выступать перед публикой и приучил к строгой дисциплине, что сыграло большую роль в будущем успехе Джексона. В возрасте 8-ми лет мальчик стал одним из двух солистов в коллективе.
Сначала братья выступали в местных клубах, на лейбле Гэри Steeltown Records был выпущен их первый сингл, затем коллектив показал себя на местных шоу талантов. Масштабы стали расти, и вскоре The Jackson 5 получили возможность выступать на разогреве у таких артистов как Джеймс Браун, Sam & Dave и Глэдис Найт. Стоя за кулисами, Майкл набирался сценического опыта: «Я осторожно наблюдал за звёздами, потому что хотел научиться у них всему, чему только мог. Глазел на их ноги, смотрел, как они держат руки и как хватают микрофон, пытаясь понять, зачем и почему они делают это именно так». Глэдис Найт познакомила Джексонов с основателем Motown Records Берри Горди, и группа была приглашена на прослушивание. Горди был впечатлён перфомансом братьев, особенно самого младшего участника коллектива, Майкла Джексона, и вскоре был подписан контракт The Jackson 5 с звукозаписывающим лейблом, при этом Джозеф продолжал оставаться менеджером своих сыновей. Маленького Майкла музыканты и продюсеры Motown называли «взрослым в теле ребёнка», отмечая его недетский профессионализм на сцене и в студии. С ростом популярности Джексонам было всё сложнее посещать занятия в школе, преподаватели стали обучать их на дому. С 1969 по 1970 гг. The Jackson 5 выпустили на лейбле три альбома, это: Diana Ross Presents the Jackson 5, ABC и Third Album. Композиции «I Want You Back», «ABC», «The Love You Save» и «I’ll Be There», ставшие синглами из этих пластинок, возглавили американские чарты Billboard Hot 100 и Hot Black Singles. «Не знаю ни одного коллектива до или после The Jackson 5, чьи дебютные четыре сингла добились бы такого успеха», — отметил Берри Горди, вспоминая эти события. Группа становилась всё успешнее, но Майкл привлекал к себе наибольшее внимание своим пением и хореографией. Как только коллектив получил признание, семья переехала из Индианы в Лос-Анджелес, где сначала жила в доме Горди и апартаментах Дайаны Росс. В 1971 году Джексоны приобрели поместье Хейвенхёрст в Энсино и переселились туда.

### 1972—1981: Начало сольной карьеры,Off the Wall

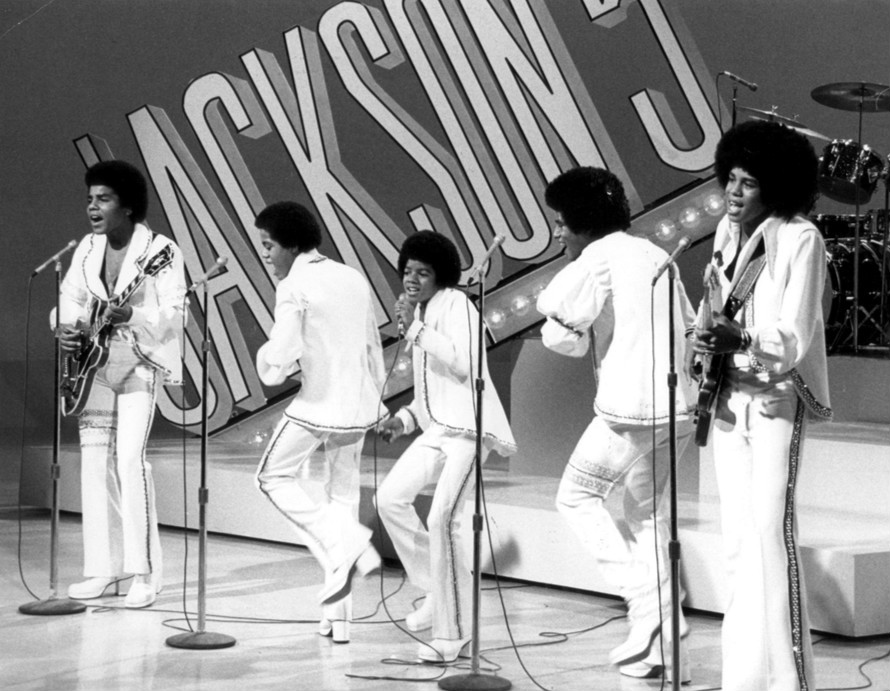
Майкл Джексон (в центре) выступает в составе группы The Jackson 5 в 1972 году

В январе 1972 года тринадцатилетний Майкл Джексон выпустил свой первый альбом под названием Got to Be There. Певец стал первым исполнителем на лейбле Motown, начавшим сольную карьеру, не покидая группу. В том же году состоялся релиз второй пластинки Майкла — Ben, титульный трек альбома стал саундтреком к одноимённому фильму, песня получила «Золотой глобус». В 1973 году Джексон исполнил эту композицию на 45-й церемонии вручения премии Оскар: «Ben» была номинирована на статуэтку американской кино-академии как «Лучшая песня для фильма». Она также стала первым хитом Джексона, достигшим вершины американского чарта Billboard Hot 100. В том же году певец поступил в среднюю школу Монклер в Лос-Анджелесе, и выпустился из неё два года спустя. В период между 1973 и 1977 гг. певец выпустил ещё два сольных альбома: Music & Me в 1973 и Forever, Michael в 1975 году, последняя пластинка не имела большого успеха. Критики отмечали меняющийся с возрастом вокал Джексона и писали о том, что певец уже готов к переменам в музыкальном стиле, однако альбом Forever, Michael демонстрировал всё те же среднетемповые композиции, что и раньше. Отношения The Jackson 5 с Motown Records становились натянутыми. Джексоны хотели иметь возможность записывать и выпускать песни собственного авторства, однако Горди не видел в этом хорошей перспективы, композиции для братьев писала специально созданная в Motown группа авторов и продюсеров под названием «The Corporation». В конце концов, семья Джексонов объявила, что оставляет лейбл и заключает контракт с Epic Records, группа получила новое название — The Jacksons.
В начале 1978 года Джексон получил роль в нью-йоркском мюзикле «Виз». На съёмках двадцатилетний певец познакомился с продюсером Куинси Джонсом, занимавшимся созданием саундтрека к картине. Джексон попросил у него помощи в поисках человека, который мог бы спродюсировать его следующий сольный альбом, и Джонс предложил свою кандидатуру. Продюсер рассказал в одном из интервью, что сделать это его заставили несколько причин: он видел 12-летнего мальчика, выступавшего на церемонии вручения «Оскар», и уже повзрослевшего певца в актёрской роли. Тогда он заметил возросший потенциал Джексона, как вокалиста. Наконец, работая с музыкантом в студии, Джонс понял, что он сильно вырос в профессиональном плане.
В декабре 1978 года началась работа над новой сольной пластинкой певца — Off the Wall. Джексон написал для альбома две композиции: «Don’t Stop ’til You Get Enough» и «Working Day and Night». Список авторов песен также включает в себя Стиви Уандера, Пола Маккартни и Рода Темпертона. Релиз состоялся 10 августа 1979 года на лейбле Epic Records, из пластинки было выпущено 5 синглов: «Don’t Stop ‘til You Get Enough», «Rock With You», «Off the Wall», «She’s Out of My Life» и «Girlfriend», на три из них были сняты видеоклипы. В начале 80-х гг. Off the Wall стал самым продаваемым альбомом чернокожего артиста на тот момент. Пластинка получила высокие оценки от критиков, большинство рецензентов сошлись во мнении, что на ней Джексон показал себя повзрослевшим, зрелым артистом. Композиции в альбоме были выдержаны в жанрах ритм-н-блюза, фанка, соула и диско. За первый сингл из Off the Wall, «Don’t Stop ’til You Get Enough», певец получил первую в своей карьере статуэтку «Грэмми» и две награды «American Music Awards». В конце августа 1979 года Джексону исполнился 21 год, действие контракта между ним и его отцом в качестве менеджера закончилось, и певец получил независимость от Джозефа. Несмотря на это, Майкл продолжал оставаться солистом группы The Jacksons, записывать, продюсировать альбомы коллектива и ездить в концертные турне в их поддержку.

### 1982—1984:Thriller, уход из The Jacksons

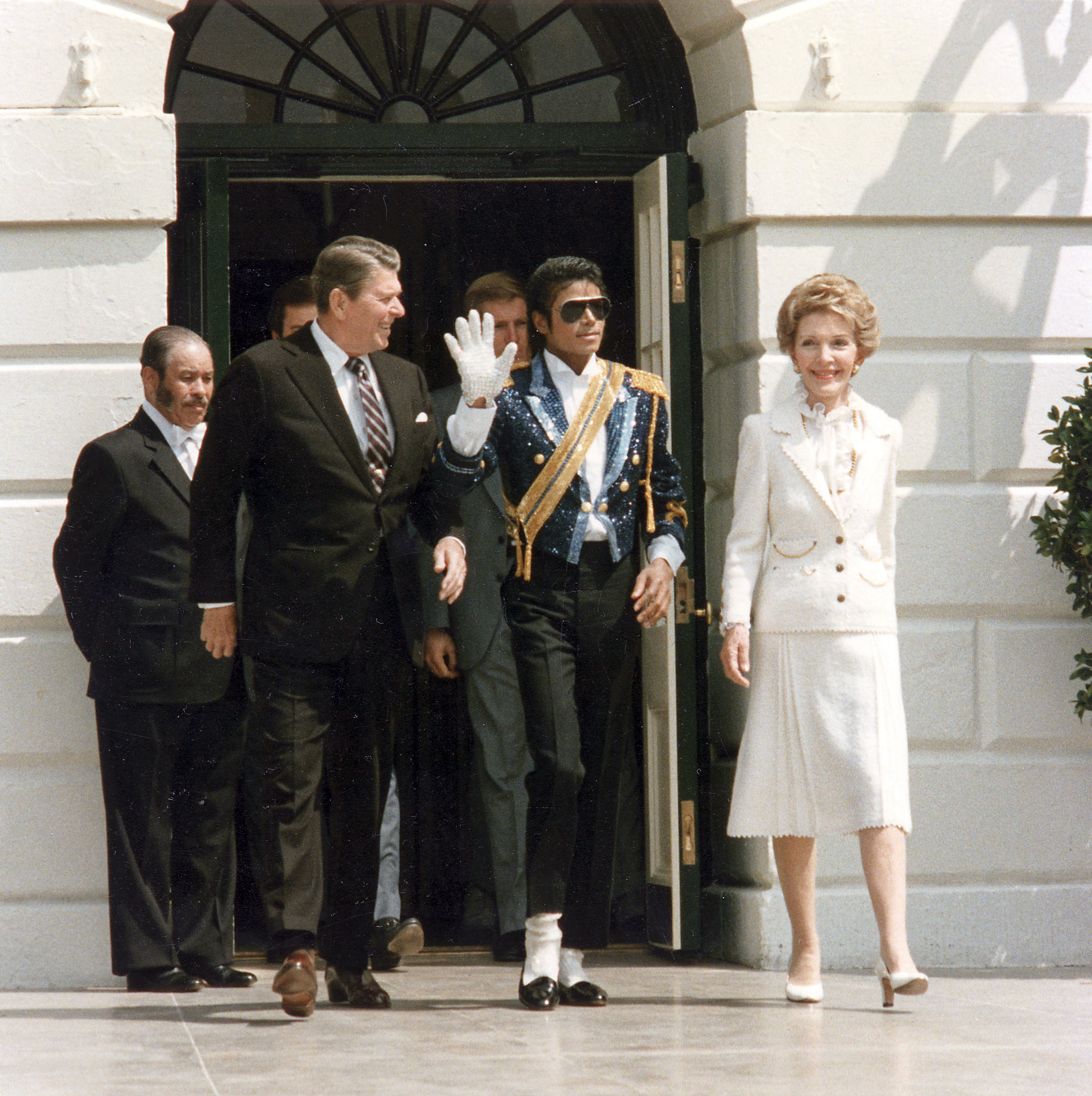
Встреча Майкла Джексона с Рональдом Рейганом и с его женой Нэнси в Белом доме, 1984 год

Сразу после релиза Off The Wall певец стал готовить материал для следующей пластинки. В апреле 1982 года началась запись нового альбома Джексона, впоследствии получившего название Thriller. Он был выпущен 30 ноября 1982 года, руководители компании CBS Records впервые провели кампанию по одновременному релизу альбома во всём мире, а не последовательному выпуску, как это происходило обычно. Всего за год Thriller стал самым продаваемым альбомом всех времён и остаётся таковым до сих пор. По данным разных источников, мировые продажи Thriller составляют от 65 до 110 миллионов экземпляров.
Первый сингл из альбома — «The Girl Is Mine» в дуэте с Полом Маккартни — был выпущен более чем за месяц до релиза Thriller и получил очень низкие оценки критиков: некоторые из них посчитали, что и вся новая пластинка Джексона будет провальной. Мнения рецензентов изменились после её выпуска, тогда журналисты стали писать о том, что новый альбом обладает всеми сильными сторонами предыдущего, а отличия между ними в том, что танцевальные треки и песни в стиле рок-музыки на Thriller стали более агрессивны, в то время как поп-мелодии зазвучали мягче и душевнее. В начале января 1983 года был выпущен второй сингл, «Billie Jean», а в марте на телеканале MTV состоялась премьера видеоклипа на эту композицию. Ролик стал первым музыкальным видео афроамериканского исполнителя, попавшим в горячую ротацию телеканала; до этого момента руководители MTV практически не пропускали в эфир ролики чернокожих артистов. 25 марта 1983 года состоялся концерт «Motown 25: Yesterday, Today, Forever» в честь 25-летия звукозаписывающей компании Motown Records. Джексон исполнил «Billie Jean» и впервые продемонстрировал «лунную походку» — танцевальную технику, впоследствии ставшую одной из главных визитных карточек певца. «Beat It», представлявшая собой кроссовер ритм-н-блюза и рок-музыки, была выпущена третьим синглом из альбома, в её записи принял участие гитарист Эдди Ван Хален. Видеоклип на «Beat It» вслед за «Billie Jean» появился в эфире MTV, и, в конце концов, формат телеканала был переориентирован на поп-музыку и ритм-н-блюз, редакторы стали включать в горячую ротацию ролики таких артистов, как Принс и Уитни Хьюстон. В дальнейшем состоялся релиз ещё 4 композиций из пластинки в качестве синглов: «Wanna Be Startin’ Somethin’», «Human Nature», «P.Y.T. (Pretty Young Thing)» и «Thriller». Все семь синглов, выпущенных из альбома, вошли в первую десятку американского чарта Billboard Hot 100, два из них, «Billie Jean» и «Beat It», возглавили хит-парад. Титульный трек пластинки сопровождал 14-минутный короткометражный фильм ужасов «Michael Jackson’s Thriller». Свидетели Иеговы, в организации которых по-прежнему состоял музыкант, связали сюжет ролика с верой в оккультизм. В качестве доказательства обратного, Джексон поместил в начале видеоклипа соответствующий дисклеймер. Несмотря на это, старейшины остались недовольны роликом, и вскоре за певцом стали постоянно следовать наблюдатели из Молельного Дома.
В ноябре 1983 года вместе с братьями певец заключил контракт на 5 млн долларов с компанией PepsiCo, The Jacksons снялись в серии рекламных роликов. Во время съёмок одного из них в начале 1984 года, музыкант получил ожог кожи головы от искр рано сработавшей пиротехники, певцу потребовалось длительное восстановление. Травма привела к возникновению болезненных рубцов — келоидов, усугубляла ситуацию дискоидная красная волчанка. Впоследствии Джексон страдал от мучительных болей около 20 лет. Компания Pepsi выплатила музыканту компенсацию в размере 1,5 млн долларов, все деньги певец пожертвовал на открытие ожогового центра.
В 1984 году Джексон получил за Thriller семь статуэток «Грэмми». Параллельно с подготовкой пластинки музыкант работал над ещё одним проектом — аудиокнигой и саундтреком к фильму Стивена Спилберга «Инопланетянин», E.T. the Extra-Terrestrial. Награда за песню из аудиокниги, «Someone in the Dark», стала восьмой, полученной Джексоном на церемонии 1984 года: таким образом, он установил рекорд по количеству статуэток «Грэмми», выигранных за одну ночь.
Спустя несколько месяцев, группа The Jacksons выпустила альбом Victory, и певец отправился с братьями в последнее совместное турне по США и Канаде. В ноябре музыкант получил звезду на голливудской «Аллее славы» и стал первым в истории артистом, имеющим две звезды на Вайн-стрит, — первую он получил ещё в 1980 году в составе группы The Jacksons. На заключительном концерте тура Victory в начале декабря 1984 года Майкл объявил о том, что покидает коллектив.

### 1985—1986: Покупка каталога ATV, «We Are the World», «Капитан Ио»

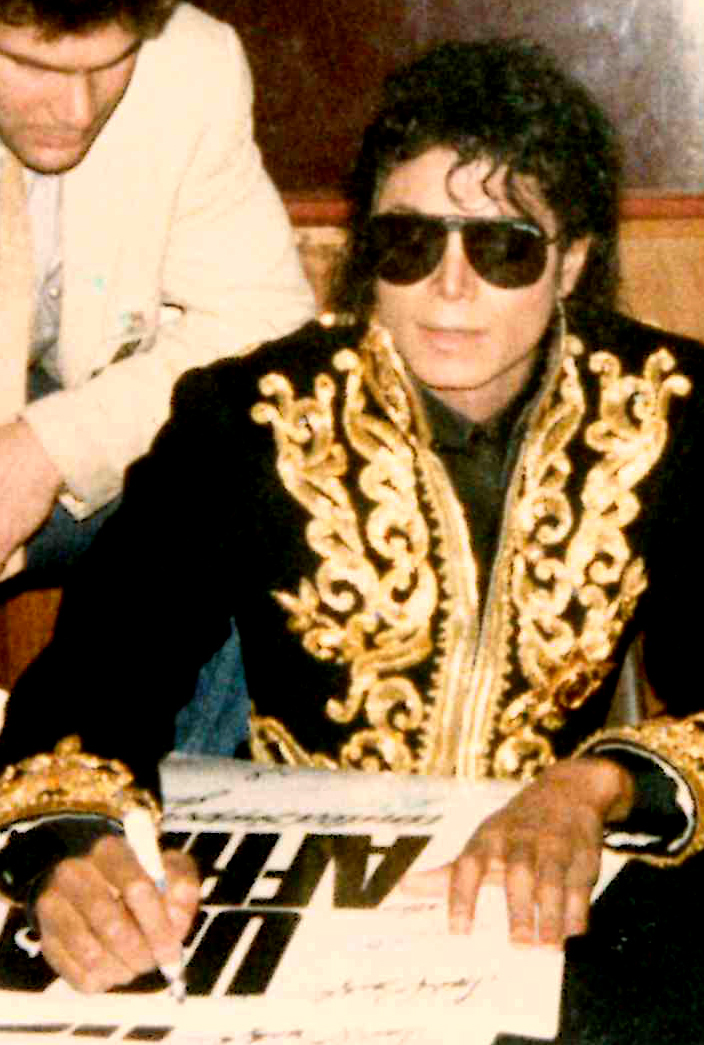
Джексон подписывает постер «We Are the World»

Когда в 1981 году Пол Маккартни на собственном примере объяснил Джексону, как получать прибыль от покупки издательских прав на песни, он сильно заинтересовался этой идеей и почти сразу занялся приобретением прав на различные композиции. Каталог, содержащий около 200 песен The Beatles и приблизительно 4 000 композиций других авторов, тогда принадлежал компании ATV Music Publishing. В 1981 году Маккартни и Йоко Оно предприняли попытку выкупить оттуда песни The Beatles, однако тогдашний владелец компании ATV Лью Грейд был согласен продать лишь весь каталог сразу за 30 млн долларов. В результате, сделка не состоялась, поскольку Оно и Маккартни отказались от покупки. До Джексона новость о том, что каталог ATV выставлен на продажу дошла лишь в сентябре 1984 года. Музыкант выразил желание приобрести его, и, чтобы избежать конфликтов, адвокаты певца связались с представителями Маккартни и Йоко Оно и получили ответ, что покупка каталога в ближайшее время не планируется. Перед началом переговоров с певцом, владельцы каталога также предоставили Маккартни первое право выкупить права, но тот в очередной раз отказался. Юристы Джексона начали кампанию по приобретению издательских прав, продлившуюся 10 месяцев, и, обойдя конкурентов, Джексон в середине августа 1985 года стал их владельцем за 47,5 миллиона долларов.
В 1985 году по инициативе американского певца и общественного деятеля Гарри Белафонте был основан благотворительный проект USA for Africa (United Support of Artists for Africa, с англ. Объединённая поддержка артистов для Африки). Было запланировано собрать знаменитых американских исполнителей для записи совместной песни. «We Are the World» была написана Майклом Джексоном и Лайонелом Ричи специально для проекта, в нём приняли участие 45 исполнителей. К концу 1987 года в благотворительный фонд USA for Africa поступили средства в размере 91 млн. долларов, 54 из которых были получены с продаж сингла. В 1986 году композиция получила четыре награды «Грэмми».
В то же время на студии Disney Джексон вместе с Джорджем Лукасом и Фрэнсисом Фордом Копполой начал работу над футуристическим музыкальным фильмом «Капитан Ио». Премьера 17-минутной ленты, бюджет которой составил около 30 млн долларов, состоялась 13 сентября 1986 года. Аттракцион «Captain EO» стал первым так называемым 4D-фильмом с иллюзией полного погружения, он был запущен в калифорнийском Диснейленде и ещё нескольких парках развлечений по всему миру.
В мае 1986 года было объявлено о том, что Джексон подписал новый рекламный контракт с Pepsi на 15 млн долларов — самый дорогой в истории. Компания становилась спонсором следующего альбома и концертного турне певца. Тогда же Pepsi стала одним из главных спонсоров первых Игр доброй воли в Москве, и по условиям контракта летом 1986 года певец должен был выступить на церемонии открытия соревнований, однако приезд так и не состоялся.

### 1987—1990:Badи «Лунная походка»
С середины 80-х гг. Джексон начал работу над песнями для новой пластинки, он записывал свои демоверсии в домашней студии в Энсино с целью получить как можно больший контроль над готовящимся материалом, больше творческой свободы. И без того далёкие от идеала отношения между музыкантом и продюсером натянулись ещё больше, и Bad стал их третьей и последней совместной работой. На подготовку альбома и промо-кампании к нему у музыканта и продюсера ушло 18 месяцев, релиз пластинки несколько раз откладывался. Наконец, в июле 1987 года был выпущен первый сингл — «I Just Can't Stop Loving You» — а 31 августа состоялся релиз альбома. Список композиций пластинки включал в себя песни в жанрах фанка, ритм-н-блюза, госпела, поп- и хард-рока, джаза, свинга и блюза. Отзывы критиков разнились от «очевидной растущей уверенности и самостоятельности певца как продюсера и автора песен» до «полной потери творческой независимости Джексона, задавленной влиянием Куинси Джонса». Пластинка Thriller к тому времени стала своеобразным мерилом творчества музыканта: большинство критиков оценивало последующие альбомы Джексона, сравнивая их именно с ней. Лишь немногие рецензенты замечали, что проводить подобные аналогии некорректно и рассматривать каждую пластинку нужно по отдельности.

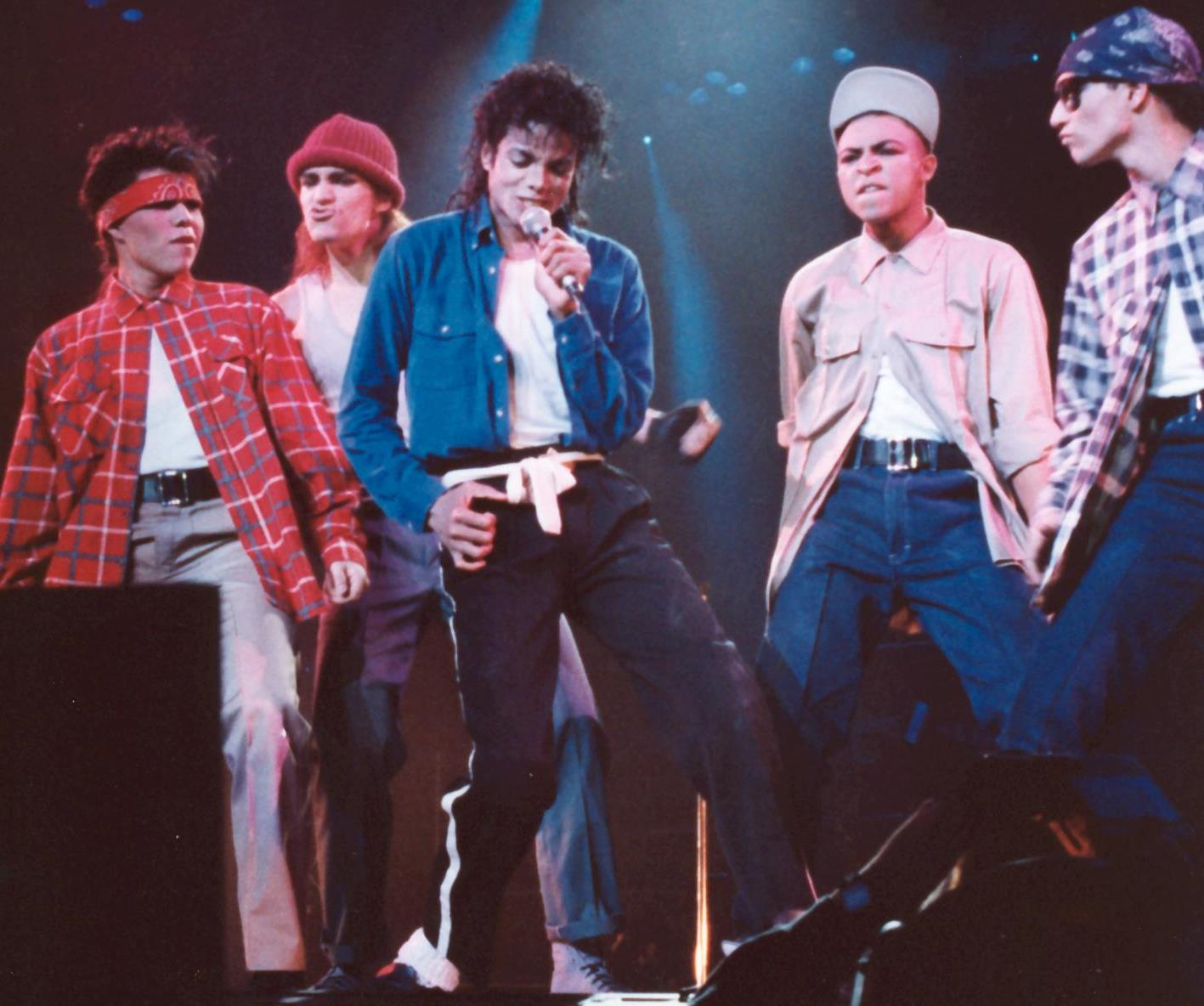
Джексон исполняет «The Way You Make Me Feel» на одном из концертов Bad Tour

Промо-кампания, сопровождавшая Bad, продлилась более двух лет. Сразу после выпуска пластинки певец отправился в мировое турне в его поддержку — Bad World Tour. Серия концертов продлилась 18 месяцев и стала самым прибыльным концертным турне сольного исполнителя в 80-х гг. В период с 1987 по 1989 год из альбома были выпущены ещё 8 синглов: «Bad», «The Way You Make Me Feel», «Man in the Mirror», «Dirty Diana», «Another Part of Me», «Smooth Criminal», «Leave Me Alone» и «Liberian Girl». Первые пять из них возглавили американский хит-парад Billboard Hot 100 — Джексоном был установлен рекорд по количеству синглов из одной пластинки, добравшихся до первой строчки. Сам альбом в сентябре 1987 года дебютировал на вершинах Billboard 200 и британского UK Singles Chart. Всего Bad возглавил хит-парады 25 стран мира. По различным источникам, продажи пластинки во всём мире составляют от 30 до 45 миллионов экземпляров. Альбом был отмечен двумя статуэтками «Грэмми». С 1987 по 1988 год Джексон вместе с несколькими режиссёрами работал над музыкальным фильмом-антологией «Лунная походка». В основу сюжетной линии ленты лёг эпизод «Smooth Criminal», режиссёром которого выступил Колин Чилверс. По сюжету Джексон должен был держать в руках огнестрельное оружие, что строго запрещено правилами организации Свидетелей Иеговы. В конце концов, старейшины поставили певцу ультиматум: быть Свидетелем или артистом? Джексон выбрал второе и ушёл из общины. Релиз фильма «Лунная походка» состоялся в начале 1989 года, чуть позднее была выпущена видеоигра по мотивам ленты — Michael Jackson's Moonwalker.
В апреле 1988 года была издана автобиография Джексона Лунная походка. Книга возглавила списки бестселлеров по версии The New York Times и Los Angeles Times. В 1988 году певец приобрёл себе ранчо в 100 милях к северу от Лос Анджелеса и в мае переехал туда из дома семьи Джексонов в Энсино. Первоначально поместье носило название Платановое ранчо, позднее певец переименовал его в Неверлэнд.
В 1989 году на церемонии «Soul Train Music Awards», перед тем как вручить Джексону награду за вклад в музыкальную индустрию, Элизабет Тейлор назвала его «настоящим королём поп, соул и рок-музыки». Считается, что именно тогда Джексон получил закрепившийся за ним впоследствии титул, хотя и до этого момента журналисты писали о «поп-короне», принадлежавшей певцу. За период с 1980 по 1989 год музыкант продал 110 миллионов своих записей по всему миру, и был признан самым продаваемым артистом десятилетия.

### 1991—1994:Dangerousи Супербоул XXVII

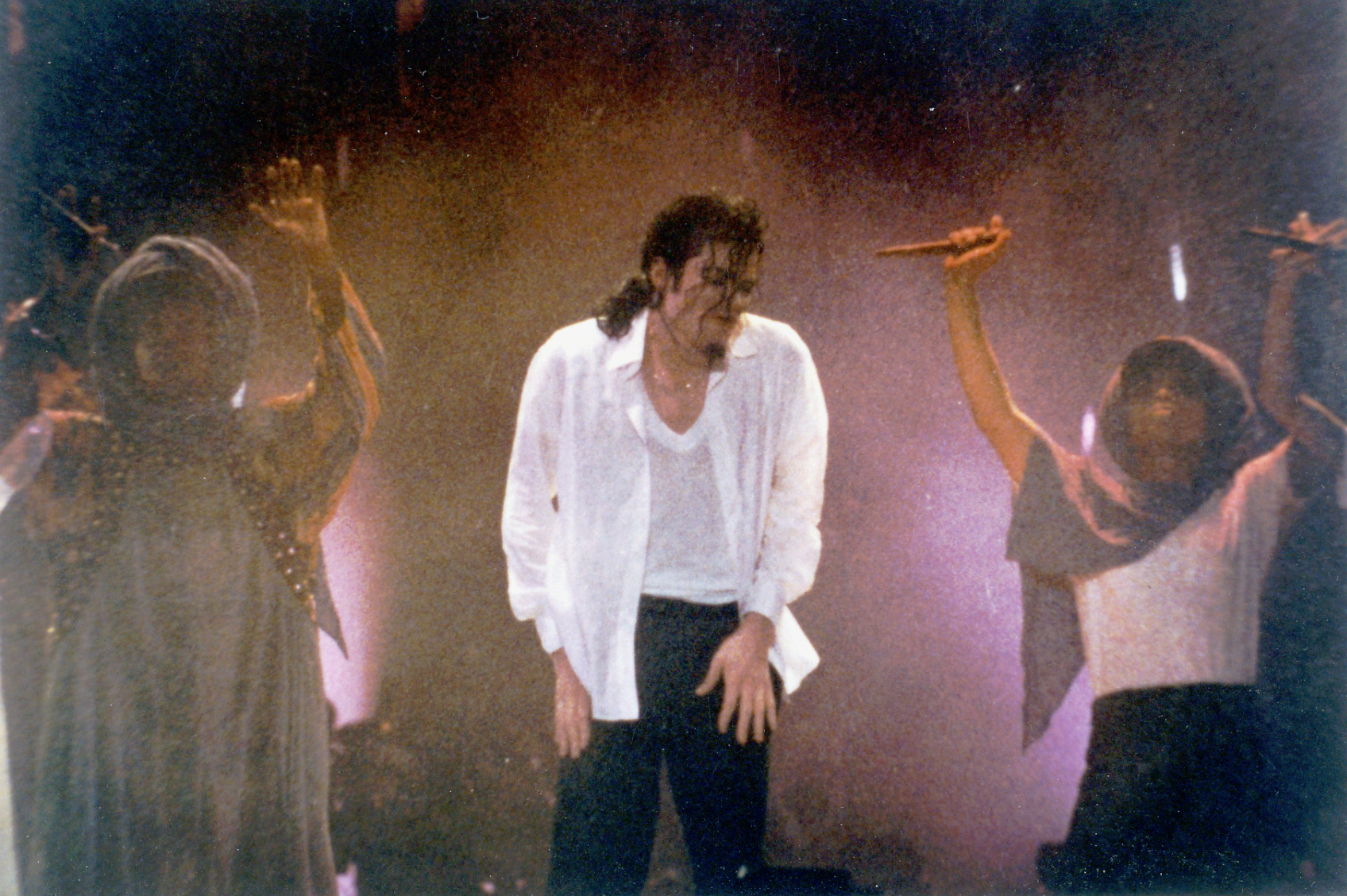
Джексон исполняет «Will You Be There» на одном из концертов Dangerous World Tour

С 1988 года лейбл Epic Records стал дочерней компанией корпорации Sony Music Entertainment. Три года спустя, в марте 1991 года, Джексон подписал с Sony на тот момент крупнейший в мире контракт на шесть альбомов. После выпуска Bad было выполнено соглашение на три студийных пластинки, заключённое в 1978 году между Джексоном и Куинси Джонсом, и певец решил не продолжать с ним сотрудничество. Первоначально в 1989 году он планировал издать сборник своих хитов Decade с четырьмя новыми песнями, но из-за обилия нового материала от идеи Джексон отказался, было решено выпустить полноценный альбом. Певцу нравился синтез хип-хопа, фанка и соула в новом тогда музыкальном направлении под названием нью-джек-свинг, именно эти ритмы он хотел услышать в своём новом материале, поэтому работу над новым альбомом Dangerous он начал с молодым продюсером и музыкантом Тедди Райли. Пластинка, работа над которой велась около двух лет, была выпущена 11 ноября 1991 года, в декабре она возглавила чарт Billboard 200. Первым синглом из альбома стала композиция «Black or White», призывающая к расовой гармонии и затрагивающая тему расизма; песня сопровождалась 11-минутным видеоклипом. Премьера ролика состоялась одновременно в 27 странах мира, тогда его посмотрели около 500 миллионов человек. Полная версия видео, во второй части которой певец «превращается» в чёрную пантеру, была сочтена слишком провокационной и незамедлительно запрещена на американском телевидении. Кроме того, песня вызвала насмешки журналистов, связанные с изменениями во внешности музыканта. С середины 80-х гг. его нос стал у́же, кожа заметно посветлела, и в начале 1993 года Джексон дал большое интервью Опре Уинфри, в котором признался, что прибегал к услугам пластического хирурга, чтобы изменить форму носа. Кроме того, певец страдал витилиго — заболеванием, вследствие которого его кожа со временем потеряла бо́льшую часть пигментации. Первоначально Джексон скрывал небольшие светлые пятна тёмным гримом, но к началу 90-х болезнь спрогрессировала настолько обширно, что рациональнее стало гримировать оставшиеся тёмные участки в более светлый тон.
В период с 1992 по 1993 год синглами из Dangerous были выпущены: «Remember the Time», «In the Closet», «Jam», «Who Is It», «Heal the World», «Give In to Me», «Will You Be There» и «Gone Too Soon». В поддержку альбома в 1992 году музыкант отправился в мировое турне Dangerous World Tour: Джексон дал 69 концертов для 3,5 млн зрителей, все доходы певец отправлял на благотворительность. В августе 1992 года Джексон заключил сделку с компанией HBO на трансляцию концерта его тура в Бухаресте, и трансляция концерта музыканта стала самой дорогой в истории. 19 января 1993 года музыкант выступил на концерте в честь инаугурации президента США Билла Клинтона, он произнёс речь о больных СПИДом и посвятил песню «Gone Too Soon» Райану Уайту. В конце января Джексон исполнил свои хиты в перерыве финального матча Супербоула XXVII, весь доход был отправлен в благотворительные фонды. В августе 1993 года певец продолжил турне в поддержку Dangerous, 15 сентября под проливным дождём он дал концерт на московской арене Лужники и стал первым артистом мирового масштаба, посетившим пост-советскую Россию.

### 1995—2000:HIStory, «Призраки» иBlood on the Dance Floor

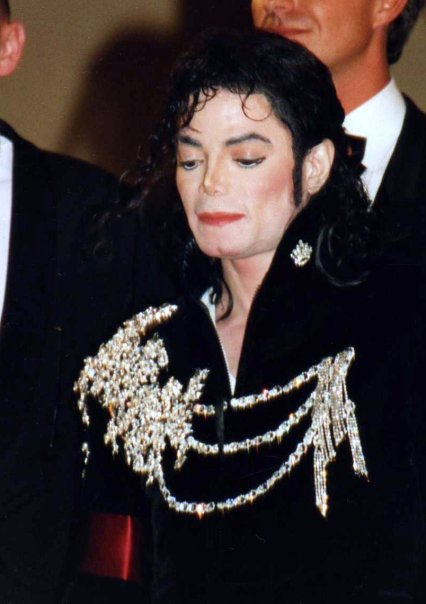
Джексон на Каннском кинофестивале 1997 года

Запись новой пластинки Майкла Джексона велась с января 1994 года, альбом HIStory: Past, Present and Future был выпущен в июне 1995 года. На первом компакт-диске издания представлена компиляция из 15 известных хитов музыканта, на втором — новый материал. Джексон включил в HIStory семь композиций собственного авторства. По различным оценкам альбом разошёлся в мире тиражом 20 — 30 миллионов экземпляров (40 — 60 млн компакт-дисков). В конце июня — начале июля 1995 года HIStory дебютировал на верхних строчках чартов США и Великобритании, а также возглавил общеевропейский хит-парад Eurochart Hot 100. Критики писали об излишне мрачном, агрессивном настрое и слишком разительных тематических контрастах на пластинке. В качестве синглов были выпущены: дуэт с Джанет Джексон «Scream», «You Are Not Alone», «Earth Song», «They Don't Care About Us» и «Stranger in Moscow». Бюджет футуристического видеоклипа на песню «Scream» составил 7 миллионов долларов, что позволило ему стать самым дорогим музыкальным видео в истории, в 1996 году ролик получил Грэмми в номинации «Видео года». «You Are Not Alone» стал первым в истории синглом, совершившим дебют с первой строчки американского чарта Billboard Hot 100. Ещё до выхода нового альбома Джексона критики неверно истолковали смысл нескольких строк песни протеста «They Don’t Care About Us», результатом стали обвинения певца в антисемитизме. Поднятая шумиха сказалась на популярности песни в США: радиостанции неохотно брали трек в ротацию, телеканалы подвергали цензуре или вообще отказывались показывать видеоклипы.
В июле 1996 года певец дал единственный в своём роде концерт в Брунее в честь дня рождения султана. В сентябре музыкант начал новый мировой тур HIStory World Tour, в рамках этой серии концертов 17 сентября 1996 года состоялся второй приезд Джексона в Россию: певец дал концерт на стадионе Динамо в Москве.
В октябре 1996 года в США состоялась премьера короткометражного музыкального фильма ужасов «Майкл Джексон: Призраки» с музыкантом в главных ролях. Джексон разрабатывал оригинальный концепт сценария вместе со Стивеном Кингом, режиссёром картины стал Стэн Уинстон. В качестве саундтрека к «Призракам» были использованы две ещё не выпущенные на тот момент песни «Is it Scary» и «Ghosts», а также «2Bad» из альбома HIStory. Во время пятимесячного перерыва между двумя частями мирового концертного тура в мае 1997 года был выпущен ремиксовый альбом Джексона Blood on the Dance Floor: HIStory in the Mix. Пластинка представляет собой компиляцию из пяти новых треков музыканта, а также восьми ремиксов композиций предыдущего альбома. Продажи альбома составили 6 миллионов экземпляров, что позволило ему стать самым продаваемым альбомом ремиксов в мире.
В июне 1999 года в Сеуле и Мюнхене состоялись два благотворительных концерта под названием Michael Jackson & Friends. Помимо Джексона на сцену вышли Мэрайя Кэри, Лютер Вандросс, Boyz II Men и другие артисты. Во время шоу в Германии певец упал с подъёмника вследствие технической неисправности, и был госпитализирован с травмой позвоночника.

### 1997—2003:Invincibleи ссоры Джексона с лейблом
С октября 1997 по сентябрь 2001 года Майкл работал над своим десятым сольным альбомом «Invincible», запись которого обошлась в 30 миллионов долларов. В июне 1999 года Джексон присоединился к Лучано Паваротти на благотворительном концерте для детей войны в Модене, Италия. Шоу собрало миллион долларов для беженцев войны в Косово и дополнительные средства для детей Гватемалы. Позже в том же месяце Джексон организовал серию благотворительных концертов «Майкл Джексон и друзья» в Германии и Республике Корее. Вместе с ним выступали Слэш, The Scorpions, Boyz II Men, Mэрайя Кэрри и остальные. Вырученные средства пошли в Детский фонд Нельсона Манделы, Красный Крест и ЮНЕСКО. В конце 90-х Джексон выиграл в American Music Awards как лучший артист 1980-х годов. В 2000 году Джексон попал в Книгу Рекордов Гиннесса как музыкант, поддержавший 39 благотворительных фондов, больше чем другие артисты.
В сентябре 2001 года в Мэдисон-Сквер-Гарден состоялись два юбилейных концерта, посвящённых 30-летию Джексона как сольного исполнителя. Джексон выступил со своими братьями впервые с 1984 года. В шоу также участвовали Майя, Ашер, Уитни Хьюстон, Моника Дэнис, Лайза Миннелли и Слэш. Почти 30 миллионов человек посмотрели трансляцию шоу по телевизору. После теракта 11 сентября Джексон стал одним из организаторов благотворительного концерта United We Stand.

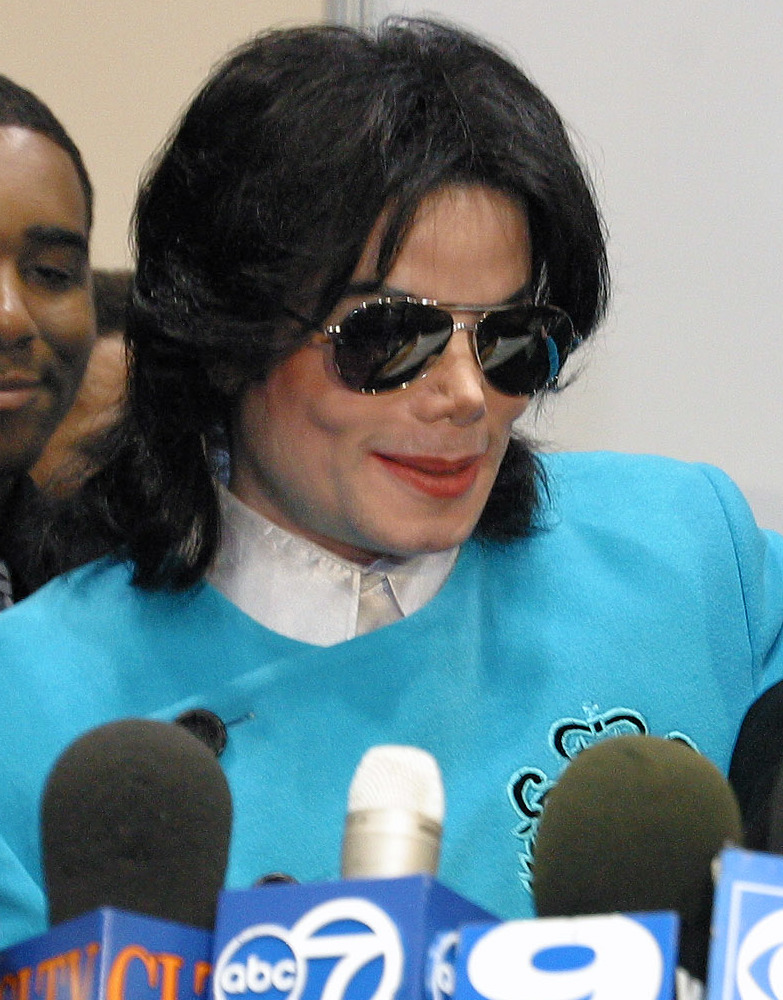
Майкл Джексон в 2003 году

Выпуску «Invincible» предшествовал спор между Джексоном и его лейблом звукозаписи Sony Music Entertainment. Джексон ожидал, что лицензии на его альбомы вернутся к нему в начале 2000-х, после чего он сможет продвигать материал так, как ему заблагорассудится, получая прибыль, но контракт устанавливал дату возврата на годы вперёд. Поэтому Майкл добивался досрочного расторжения контракта. «Invincible» был выпущен 30 октября 2001 года. Это был первый студийный альбом Джексона после 1995 года и последний альбом с новым и оригинальным материалом, который он выпустил при своей жизни. «Invincible» дебютировал на первое место в 13 странах и разошёлся тиражом 6 миллионов копий по всему миру, получив двойную платиновую сертификацию в США.
9 января 2002 года Майкл Джексон получил свою 22-ю награду American Music Award как «Артист века». Позже в том же году анонимная суррогатная мать родила его третьего ребёнка, Принса Майкла Джексона II, который был зачат путём искусственного оплодотворения. 20 ноября Джексон ненадолго оставил сына над перилами своего гостиничного номера в Берлине, на четыре этажа выше уровня земли, что вызвало критику в средствах массовой информации. Джексон извинился за инцидент, назвав его «ужасной ошибкой». 22 января промоутер Марсель Аврам подал жалобу на Джексона за невыполнение двух запланированных концертов 1999 года. В марте жюри Санта-Марии обязало Джексона выплатить Авраму 5,3 миллиона долларов. 18 декабря 2003 года адвокаты Джексона отклонили все апелляции на приговор и урегулировали иск на нераскрытую сумму.
24 апреля 2002 года Джексон выступил в театре «Аполлон». Концерт был сбором средств для Национального комитета демократической партии и бывшего президента Билла Клинтона. Собранные деньги будут использованы для поощрения граждан к голосованию. Майкл собрал 2,5 миллиона долларов. Это выступление стало последним, на котором выступил Джексон.
В июле 2002 года Джексон назвал председателя Sony Music Томми Моттолу расистом, дьяволом и человеком, который эксплуатирует чернокожих артистов для собственной выгоды. Суд сформировал коалицию, расследующую дело эксплуатации чернокожих Моттолой. Джексон обвинил Томми Моттолу в том, что тот назвал своего коллегу Ирва Готти «толстым нигером». В ответ на атаки Джексона Sony опубликовала заявление, назвав обвинения «нелепыми, злобными и обидными», защищая Моттолу как человека, который много лет отстаивал карьеру Джексона. Sony в конечном итоге отказалась продлить контракт Джексона и заявила, что рекламная кампания в размере 25 миллионов долларов провалилась, потому что Джексон отказался гастролировать в США в поддержку нового альбома «Invincible».
В ноябре 2003 года Джексон выпустил сборник хитов Number Ones. Вошедшие в сборник 18 треков включали 16 ранее изданных хитов, живое исполнение песни «Ben» и новый сингл «One More Chance». К концу 2004 года продажи Number Ones по всему миру превысили 6 миллионов копий.

### 2003—2009: Последние годы и «This Is It Tour»
В 2003 году Джексону пришлось предстать перед судом по обвинению в растлении несовершеннолетних. После длительного судебного разбирательства музыкант был оправдан. После суда Майкл Джексон уединился от журналистов в Бахрейне и приступил к подготовке записи благотворительного сингла памяти жертв урагана «Катрина». Вскоре выяснилось, что далеко не все приглашённые музыканты захотели участвовать в проекте, возглавляемом Джексоном. Хотя песня «I Have This Dream» была записана, синглом она так и не вышла, по неясным обстоятельствам.
16 ноября 2004 Майкл Джексон выпустил «Michael Jackson: The Ultimate Collection» — набор из 5 дисков — содержащий 57 треков и 13 ранее невыпущенных записей, охватывающий период с 1969 по 2004 годы, плюс неизданный ранее живой концерт 1992 года на DVD.
Летом 2008 года компания Sony BMG запустила глобальную акцию, в рамках которой жители более чем 20 стран мира голосовали за свои любимые песни Майкла Джексона, и таким образом принимали участие в составлении сборника хитов «короля поп-музыки» в своей стране. На суд фанатов было представлено 122 трека. В альбом, который в каждой стране стал уникальным, вошло порядка 17-18 треков на каждом диске (всего их оказалось 1 или 2, в зависимости от страны).
Кроме того, Майкл Джексон записал свой новый сольный альбом, выпуск которого планировался на 2009 год. В записи альбома участвовали рэперы Will.I.Am, Канье Уэст и R&B-певец Эйкон.
В ноябре 2008 года сын короля Бахрейна, шейх Абдалла ибн Хамад Аль Халифа, по приглашению которого певец находился в этой стране, подал на Майкла Джексона в суд за невыполнение контрактных обязательств. Шейх требовал выплаты ему семи миллионов долларов.
В марте 2009 года Майкл объявил о том, что собирается дать последнюю серию концертов в Лондоне под названием «This Is It Tour». Концерты должны были начаться 13 июля 2009 и завершиться 6 марта 2010. Когда 5 марта 2009 на специальной пресс-конференции Джексон объявил о возвращении на сцену, речь шла о 10 концертах на стадионе The O2 arena, вмещающем 20 тысяч человек. Однако спрос на билеты был настолько высок, что пришлось запланировать ещё 40 выступлений. Концертный тур не состоялся по причине смерти певца.
C 1980-х годов Джексон заработал около 700 млн долларов как исполнитель и автор песен. Он также договорился с Sony о выгодной ставке роялти за свои записи; по некоторым оценкам, он заработал не менее 300 млн долларов в виде гонораров с начала 1980-х годов. Долги Майкла Джексона и требования кредиторов на момент его смерти в 2009 году составили более 500 млн долларов (крупнейшим кредитором на сумму в 300 млн долларов был Barclays), но к 2024 году он был полностью погашен, о чём стало известно в 2024 году после подачи иска в суд Лос-Анджелеса.

## Смерть, церемония прощания и похороны

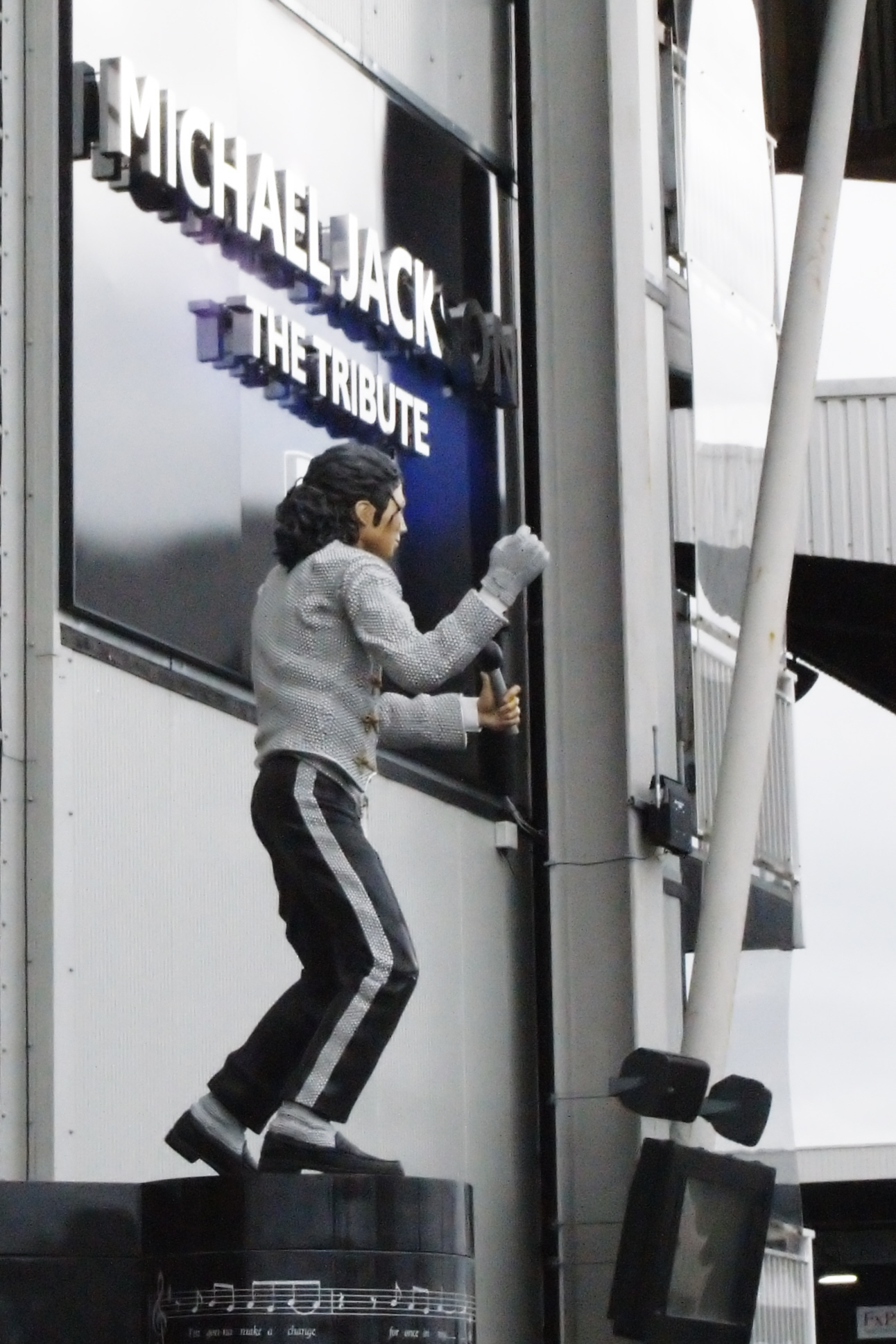
Статуя Майкла Джексона на стадионе «Крейвен Коттедж» в Лондоне

Майкл Джексон скончался 25 июня 2009 года в результате передозировки лекарственных препаратов, в частности пропофола. Утром 25 июня 2009 года врач Конрад Мюррей сделал Майклу Джексону инъекцию пропофола и оставил певца одного. Примерно через 2 часа Мюррей вернулся и увидел своего пациента лежащим на кровати с широко открытыми глазами и ртом. Врач попытался реанимировать певца, но попытки не увенчались успехом. В 12:21 по местному тихоокеанскому времени был зарегистрирован звонок на номер 911. Приехавшие через 3 минуты и 17 секунд медики обнаружили уже не дышащего Джексона с остановившимся сердцем и сразу начали проводить сердечно-лёгочную реанимацию. Попытки вернуть Майкла Джексона к жизни продолжались по дороге и в течение часа после приезда в Медицинский центр Калифорнийского университета в 13:14. Эти попытки оказались безуспешными. Смерть была констатирована в 14:26 по местному времени. Новость о его смерти получила огласку в первые же минуты после произошедшего. Слухи и новости о смерти Майкла Джексона побили сетевые рекорды, спровоцировав своеобразные интернет-«пробки» и резкий рост трафика на таких сайтах, как Google, Facebook, Yahoo!, Twitter и Википедия.
25—26 июня 2009 года исполнители: The Game, Chris Brown, Diddy, DJ Khalil, Polow da Don, Марио Уайненс, Usher и Boyz II Men записали сингл «Better on the Other Side», посвящённый уходу из жизни Майкла Джексона. Текст песни написал Джейсон Тейлор (The Game). 30 июня 2009 года на песню был выпущен клип.
7 июля 2009 года в Лос-Анджелесе прошла церемония прощания, состоявшая из семейной службы в Зале Свободы в мемориальном парке Форест-Лаун на Голливудских холмах, за которой последовало публичное прощание в «Стейплз Центре». Закрытый гроб Джексона стоял перед сценой во время церемонии, транслировавшейся в прямом эфире по всему миру, которую посмотрели около миллиарда людей, но никакой информации по поводу местонахождения тела не было обнародовано. Стиви Уандер, Лайонел Ричи, Мэрайя Кэри, Дженнифер Хадсон, Ашер, Джермейн Джексон и Шахин Джафарголи исполнили песни Джексона. Берри Горди и Смоки Робинсон произнесли панегирики, а Куин Латифа зачитала «Он был у нас» (англ. We had him) — поэму, написанную по случаю Майей Энджелу. Преподобный Эль Шарптон сорвал аплодисменты зала, когда сказал, обращаясь к детям Джексона: «В вашем отце не было ничего странного. Странным было то, с чем ваш отец сталкивался». 11-летняя дочь Джексона — Пэрис Кэтрин — произнесла со слезами: «С того момента, как я родилась, папочка был лучшим отцом, которого вы только можете себе представить… Я просто хотела сказать, что я так его люблю!».
Появлялись сообщения, что Майкл Джексон был тайно похоронен 8 или 9 августа 2009 года на лос-анджелесском кладбище Форест-Лаун, однако позднее появились сведения, что он будет похоронен только в сентябре. Окончательные похороны Джексона состоялись 3 сентября на кладбище Форест-Лаун в пригороде Лос-Анджелеса.
Власти Лос-Анджелеса начали расследование смерти Майкла Джексона. Коронер Лос-Анджелеса квалифицировал действия врачей как убийство и не исключил судебного процесса над ними. В ноябре 2011 года Конрад Мюррей был признан виновным в непредумышленном убийстве и был приговорён к 4 годам тюрьмы, лишившись лицензии на медицинскую практику. 28 октября 2013 года он был досрочно освобождён за примерное поведение.

### Посмертные альбомы
Sony заключила с семьёй Майкла контракт на выпуск новых десяти альбомов Джексона. Они будут включать в себя переиздания некоторых старых альбомов и сборники никогда не издававшихся песен.
Первым из этих альбомов стал Michael, выпущенный уже в 2010 году. От критиков он получил смешанные отзывы, но, по всеобщему признанию, вышел значительно лучше, чем ожидалось. Из альбома было выпущено четыре сингла, на каждый были сняты клипы. Сам Майкл в них задействован на кадрах-вставках из прижизненных клипов.
Через год был выпущен ремикс-альбом Immortal, состоявший из ремиксов лучших хитов Майкла. Этот альбом послужил саундтреком для шоу Цирка дю Солей «Michael Jackson: The Immortal World Tour», которое включало в себя номера на основе песен Джексона и его танцев. В создании номеров принимали участие хореографы, ранее работавшие с Майклом при жизни.
В мае 2014 года вышел второй посмертный сборник альбом Майкла, Xscape. Этот альбом состоял из 8 песен, причём одна из них, сингл «Love Never Felt So Good», была сделана в двух вариантах: сольный и дуэт с Джастином Тимберлейком (на второй вариант был снят клип). 18 мая 2014 года, на церемонии Billboard, выступило иллюзорное изображение Джексона, созданное с помощью технологии «Призрак Пеппера» (хотя большинство для удобства предпочитают называть его голограммой), «исполнив» песню из альбома «Slave To The Rhythm». Реакция фанатов была смешанной, многие полагают, что на самом деле был использован двойник.

## Фильмы-биографии
В 2017 году состоялась премьера телевизионного художественного фильма «Майкл Джексон: В поисках Неверленда», который рассказывает о жизни Майкла в последние три года его жизни. Основой фильма послужила книга «Remember the Time: Защищая Майкла Джексона в его последние дни», написанная его телохранителями Биллом Уитфилдом и Джавоном Бирдом.
В фильме Майкл пытается вести нормальную семейную жизнь со своими детьми на фоне многочисленных долгов и безумного внимания публики, а также эволюция его отношений с Биллом и Джавоном от «нанимателя-работников» до близких друзей. Роль Майкла в картине исполнил его двойник Нави, в прошлом лично с ним знакомый и выступающий как артист-имитатор. Музыка Джексона в картине не звучит, поскольку создатели фильма не смогли получить на неё права.
В ноябре 2019 года Грэм Кинг получил права на производство биографического фильма о Майкле Джексоне; Джон Логан был назначен сценаристом. В феврале 2022 года права на распространение фильма приобрела компания Lionsgate. Роль Джексона исполнит его племянник Джафар. Премьера байопика под названием «Майкл» назначена на 3 октября 2025 года.

## Творчество

### Клипы и хореография
Джексона также называют «Королём музыкального видео». Стив Хей из Allmusic наблюдал, как Джексон превратил клип в произведение искусства через сложные сюжетные линии, танцы, спецэффекты и появление знаменитостей в эпизодических ролях, одновременно разрушая расовые барьеры. До «Триллера» Джексон тщетно пытался пробиться на MTV якобы потому, что он афроамериканец. Давление со стороны CBS Records убедило MTV начать показывать «Billie Jean», а затем «Beat It», что привело к длительному партнёрству с Джексоном, а также помогло другим чёрным музыкантам получить признание. Сотрудники MTV отрицают расизм в их показах или давление, чтобы они изменили свою позицию. MTV утверждает, что они играли рок-музыку независимо от расы. Популярность его видео на MTV помогла поставить относительно молодой канал «на карту»; внимание на MTV сместилось в сторону поп и R&B. Его представление на «Мотаун: вчера, сегодня, навсегда» изменило рамки живого шоу на сцене; «То, что Джексон исполнял синхронно „Billie Jean“, само по себе не экстраординарно, но факт, что это не изменило впечатление от выступления необычайно, было ли это выступление вживую или синхронно, это не влияет на аудиторию», создавая тем самым эпоху, в которой артисты воссоздают образы музыкального видео на сцене. Такие короткие фильмы, как «Триллер», в основном оставались уникальными для Джексона, в то время как танцу танцевальной группы в «Beat It» неоднократно подражали. Хореография «Триллера» стала частью глобальной поп-культуры, копируясь повсюду, от индийских фильмов до тюрьмы на Филиппинах. Короткометражный клип «Триллер» отмечен увеличением уровня музыкальных клипов и был назван самым успешным музыкальным видео, когда-либо попадавшим в Книгу рекордов Гиннесса.
В 19-минутном видео на песню «Bad» — режиссёр Мартин Скорсезе — Джексон начал использовать сексуальные образы и хореографию, не виданную ранее в его работе. Время от времени он захватывал или касался груди, туловища и промежности. Отвечая на вопрос Опры в интервью в 1993 году о том, почему он хватается за промежность, он ответил: «Я думаю, это происходит подсознательно», и объяснил, что это не было запланировано, а было вынуждено музыкой. «Bad» получил смешанный приём от поклонников и критиков, журнал «Time» назвал его «позорным». В фильме также показан Уэсли Снайпс, в будущих клипах Джексона знаменитости будут часто получать эпизодические роли. Для «Smooth Criminal» Джексон экспериментировал с инновационным «антигравитационным наклоном» в своих выступлениях. Этот манёвр требовал специальной обуви, за которую он получил патент США № 5255452. Хотя видео на песню «Leave Me Alone» не было официально выпущено в США, в 1989 году оно было номинирован на три награды Billboard Music Video Awards; в том же году исполнитель получил награду «Золотой Лев» за качество спецэффектов, используемых в его постановках. В 1990 году «Leave Me Alone» выиграл Грэмми как лучшее музыкальное видео, короткая форма.
Он получил награду MTV Video Vanguard Award в 1988 году и награду Артист Десятилетия MTV Video Vanguard Award в 1990 году в ознаменование достижений в его искусстве в 1980-х годах, а в 1991-м первая премия была переименована в его честь. «Black or White» сопровождалась спорным клипом, премьера которого состоялась 14 ноября 1991 года одновременно в 27 странах, по оценкам, аудитория составила 500 миллионов человек, самая большая из когда-либо посмотревших музыкальное видео. Показанные сцены были истолкованы как имеющие сексуальный характер, а также как изображение насилия. Оскорбляющие сцены в финальной части 14-минутной версии были отредактированы, чтобы предотвратить запрет на видео, и Джексон извинился. Наряду с Джексоном, в клипе участвовали Маколей Калкин, Пегги Липтон и Джордж Вендт. Эта работа помогла ввести морфинг как важную технологию в музыкальные клипы.

## Семья

Майкл (под зонтом) и трое его детей в масках

Майкл Джексон был дважды женат. С 1994 по 1996 годы он был женат на Лизе-Мари Пресли, дочери Элвиса Пресли. Они впервые встретились в 1975 году во время одного из торжеств в MGM Grand Hotel, в казино. Через общего друга в начале 1993 года они снова встретились, и их отношения дошли до серьёзных. Каждый день они созванивались.
Когда Джексона обвинили в растлении малолетних и это стало достоянием общественности, Джексон попал в зависимость от Пресли: он нуждался в эмоциональной поддержке, а Пресли объясняла: 

«Я верила, что он не сделал ничего плохого, и что он был невиновен, я стала ближе к нему. Я хотела спасти его. Я чувствовала, что могу это сделать»
 Вскоре она уговорила его урегулировать обвинения во внесудебном порядке, а также в необходимости реабилитации для восстановления здоровья. В октябре 1993 года Джексон предложил Пресли по телефону: «Если бы я попросил выйти за меня замуж, ты бы это сделала?» Они поженились 26 мая 1994 года в Доминиканской Республике в тайне, отрицая это почти два месяца. Бракосочетание состоялось в доме местного судьи Уго Альвареса Переса в городе Санто-Доминго. Венчание состоялось в церкви Св. Станислава в городке Альтос де Чавон. Брак был назван «полуфиктивным», так как по законам Доминиканской Республики ни одна женщина не может выйти снова замуж, если после развода не прошло три месяца. А Лиза Мария в те дни только развелась со своим бывшим супругом. Джексон и Пресли развелись менее чем через два года, но остались друзьями. В 1997 году Пресли сопровождала женатого на Дебби Роу Майкла во время турне HIStory.
В ноябре 1996 года, после развода с ней, Джексон женился на Дебби Роу (бывшая медсестра), от которой у него двое детей: сын — Принс Майкл Джексон I (род. 13 февраля 1997 года) и дочь — Пэрис-Майкл Кэтрин Джексон (род. 3 апреля 1998 года). В 1999 году Дебби Роу и Майкл Джексон развелись. Второй сын — Принс Майкл Джексон II (род. 21 февраля 2002 года) появился на свет от суррогатной матери, личность которой неизвестна. С этим ребёнком связана скандальная история, когда Майкл, показывая своим фанатам на улице Принса, немного пошатнулся и многим показалось что Майкл едва не уронил его.
Джексон всегда старался скрыть свою семью от прессы и поклонников: при появлении на публике с отцом детям надевали маски. Опеку над детьми после смерти Джексона взяла его мать — Кэтрин Джексон.
В жизни хорошими друзьями Майкла Джексона были: Уитни Хьюстон, Дайана Росс, Брук Шилдс, Элизабет Тейлор, Марлон Брандо, Эдди Мёрфи, Марк Лестер, Крис Такер, Маколей Калкин, Элтон Джон, Лайонел Ричи, Стиви Уандер, Омер Бхатти.
Кроме того, Майкл Джексон восхищался талантом Фредди Меркьюри и посещал концерты группы Queen.
Был в хороших дружеских отношениях с принцессой Дианой.

## Здоровье

Джексон часто появлялся с зонтиком и в тёмных очках, укрывая кожу от солнечного света

С середины 1980-х годов внешность Майкла Джексона заметно изменилась. Его кожа становилась всё светлее. Как рассказал сам Джексон, причина его «белизны» — редкая генетическая болезнь витилиго; тому есть множество подтверждений на фотографиях, где видны белые молочные пятна на теле Майкла. Эти изменения скрывали при помощи грима. Джексон категорически отрицал слухи, будто намеренно пытался превратиться в белого человека. Болезнь заставляла певца постоянно закрываться от солнца с помощью зонтов, масок, тёмной многослойной одежды.
По рассказам некоторых врачей, он подвергся нескольким операциям носа, а также по приподнятию лба, утончению губ, операциям на щеках, на веках и по созданию ямочки на подбородке. Хирург Арнольд Кляйн подтвердил, что оперировал нос певца. Сам певец заявлял, что лишь 2 раза изменил форму носа, а также сделал ямочку на подбородке. Все остальное он категорически опровергал, объясняя изменения во внешности взрослением, строгой вегетарианской диетой. В дальнейшем Джексон испытывал проблемы, связанные с последствиями операций.
В начале 2000-х Майкл некоторое время появлялся на публике в медицинской маске. Стали ходить слухи, что нос Джексона разрушается, и что ему пришлось провести пластическую операцию по восстановлению носа. Позже Джексон появился на публике с пластырем на носу. Сам исполнитель сказал, что это был обезболивающий пластырь, который он надел из-за аллергии. Хирург Арнольд Кляйн впоследствии подтвердил, что оперировал нос певца, чтобы восстановить Майклу возможность дышать.

## Религиозные взгляды
Майкл Джексон не был открытым последователем какой-либо церкви, однако проявлял интерес к религии различных конфессий.
Кэтрин Джексон (мать Майкла) была крещена в 1963 году, когда Майклу было пять лет. Мать пыталась воспитать Майкла как свидетеля Иеговы и побуждала его к изучению Библии, посещению христианских встреч в Залах Царства и проповеди. Однако взаимоотношения его с организацией свидетелей Иеговы не сложились.
К 1984 году, несмотря на свою огромную известность, Майкл Джексон продолжал проповедовать как свидетель Иеговы два раза в неделю, может быть, час или два. Он также присутствовал на христианских встречах в Зале Царства с матерью четыре раза в неделю, когда бывал в городе. Он отказывался от употребления в пищу крови, празднования Пасхи и Рождества, которые он рассматривал как «языческие праздники», от празднования собственного дня рождения.
Тем не менее, в 1987 году Джексон покинул организацию свидетелей Иеговы в ответ на неодобрительные отзывы о видеофильме «Триллер». Этому, в частности, способствовало то, что сестра Майкла Ла Тойя Джексон была исключена из организации примерно в это же время. Майклу, как и всем остальным членам организации, было запрещено общаться с ней на духовные темы (на бытовые темы в вынужденной ситуации общаться можно), что стало для него ударом. Майкл нарушил этот принцип и в результате сам перестал посещать встречи свидетелей Иеговы. В 1987 году было объявлено, что Майкл Джексон больше не является свидетелем Иеговы.
Брат Майкла, Джермен Джексон, открыто исповедует ислам, и часто дарил брату книги об этой религии. Джермен надеялся, что увлечение религией защитит Майкла от нервных расстройств и дурных привычек.
21 ноября 2008 года таблоид The Sun сообщил, что Джексон на церемонии шахады, «свидетельство, что нет Бога кроме Аллаха и Мухамад его посланник» якобы сменил имя на Микаэль в знак принятия ислама, когда был в Лос-Анджелесе у композитора Стива Поркаро. Эта информация никогда не была подтверждена самим Джексоном. Адвокат Джексона Лонделл Макмиллан опроверг это сообщение, сказав про него, что «это ерунда. Это полная неправда».
Джексон также был близко знаком с Андре Краучем, христианским музыкантом и исполнителем госпела. Незадолго до смерти певец посетил вместе с Краучем христианскую церковь и исполнил несколько христианских песен. По словам Крауча и его сестры, Джексон расспрашивал об их обычаях, но ничего не говорил о желании присоединиться к их деноминации.

## Обвинения в растлении несовершеннолетних

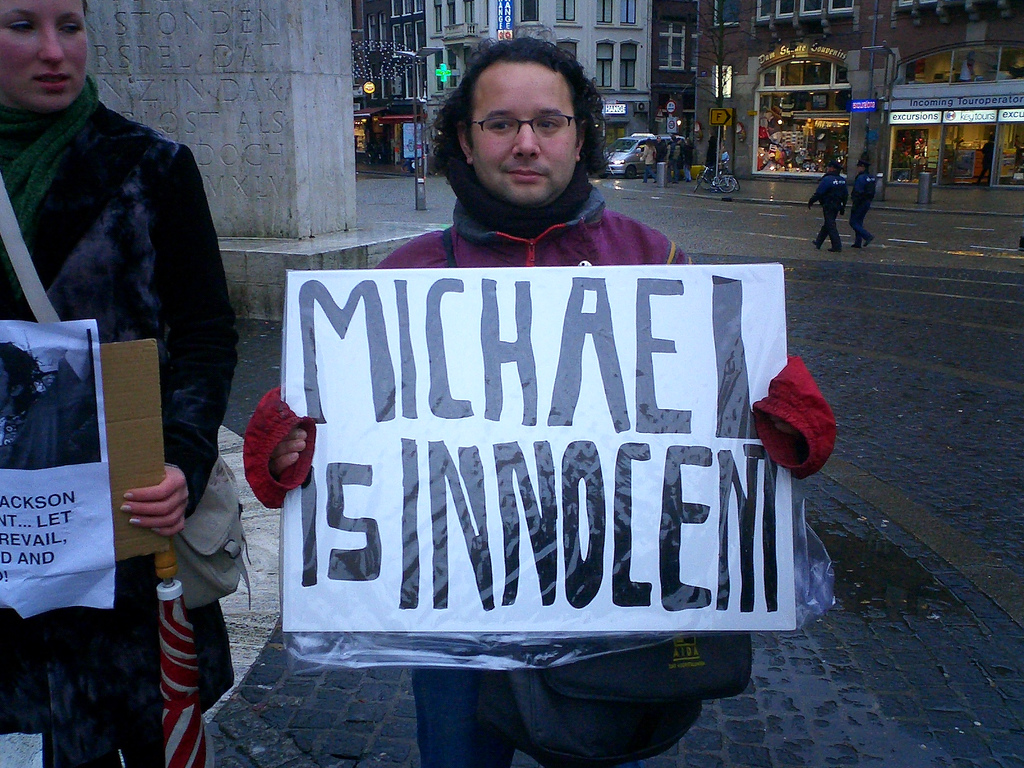
«Майкл невиновен»: поклонники Джексона в 2004 году протестуют против его судебного преследования

В 1992 году Майкл Джексон познакомился с семьёй Чендлеров и завёл дружбу с Джун Чендлер и её 12-летним сыном Джорданом, который был фанатом певца. Джун и Джордан гостили на ранчо Джексона «Неверленд», а также сопровождали артиста в мировых поездках, при этом Джордану было разрешено ночевать в спальне Джексона наедине с певцом. Год спустя, 17 августа 1993 года, отец Джордана, у которого возникли подозрения, отводит сына к психиатру, доктору Мэтису Абрамсу, в ходе трёхчасовой беседы с которым мальчик делает признание в сексуальном контакте с Майклом Джексоном. Психиатр незамедлительно сообщает об этом в полицию, после чего полиция открывает расследование в отношении Майкла Джексона по делу о совращении несовершеннолетнего. 23 августа эта информация попадает в СМИ и становится мировой сенсацией. На следующий день, 24 августа, команда юристов Джексона, который был в это время на гастролях в Таиланде, заявляет о невиновности певца и обвиняет отца мальчика в вымогательстве 20 миллионов долларов. Через неделю, 31 августа, юристы Джексона в качестве доказательства шантажа представляют тайно сделанную запись телефонных переговоров отца и отчима Джордана Чендлера. Полиция анализирует запись, но не находит упоминаний о шантаже. На записи отец Джордана лишь яростно бросает угрозы в адрес Джексона и утверждает, что у него имеются улики, доказывающие совращение его сына, но о деньгах речь не заходит. 14 сентября родители Джордана подают гражданский иск против Джексона с требованием компенсации. В ходе досудебных слушаний в качестве свидетелей защиты Джексона выступили несколько мальчиков, которые заявили, что по многу раз спали на одной кровати наедине с Джексоном, но никаких домогательств с его стороны не было. В числе выступивших в его защиту тогда были Уэйд Робсон и Джеймс Сейфчак.
15 декабря в прессе появляются свидетельства служанки Джексона, Бланки Франcии (Blanca Francia), о том, что она видела Джексона раздетым в душе с мальчиками, а также, что он приставал к её собственному сыну (по словам последнего); однако в полиции она отказывается подтвердить эти показания и говорит, что не видела Джексона раздетым. В прессе появляются сообщения и о других бывших работниках Джексона, готовых дать показания против него. 20 декабря проходит обыск в поместье Джексона «Неверленд». Там обнаруживают очень большое количество порнографических материалов, но никаких доказательств преступления найдено не было. В тот же день проводится личный осмотр Джексона с фотографированием его гениталий для целей проверки их описания, составленного Джорданом Чендлером. 26 января 1994 года Джексон идёт на мировое соглашение с семьёй Чендлер, соглашаясь выплатить им и их адвокатам в общей сложности около 25 миллионов долларов компенсации. После заключения соглашения семья Чендлер прекращает общение с прессой и отказывается давать показания для уголовного процесса. Команда адвокатов Джексона при этом заявила, что мировое соглашение не является признанием вины Джексона, оно продиктовано усталостью певца от этого скандала, нежеланием телевизионного освещения суда и юридическими сложностями, связанными с ведением гражданского и уголовного процессов одновременно. Уголовное расследование в отношении Джексона продолжалось ещё до 22 сентября 1994 года, после чего было прекращено, по словам прокурора, в связи с отказом Джордана Чендлера давать показания. Без показаний Чендлера жюри присяжных не нашло оснований для начала судебного процесса против Джексона. Показания также отказались давать ещё два мальчика, которых прокуратура посчитала вероятными жертвами домогательств Майкла Джексона; имена этих мальчиков представителями прокуратуры названы не были.
В феврале 2003 года британский журналист Мартин Башир выпускает документальный фильм, который снова разжигает скандал вокруг отношений Майкла Джексона с несовершеннолетними. В частности, Мартин Башир обнаружил, что несмотря на весь произошедший скандал, угрозу тюрьмы и огромную выплаченную компенсацию, Джексон так и не перестал спать наедине с мальчиками. В ноябре 2003 года полиция вновь проводит обыск на вилле «Неверленд» Джексона, а затем арестовывает Джексона по обвинению в совращении несовершеннолетних. Обыск снова не приносит доказательств. Джексон выходит из тюрьмы под залог в 3 миллиона долларов. Адвокаты Джексона заявляют, что Джексон невиновен, а его обвинители руководствуются лишь желанием денег и известности. В 2004 году Джексону предъявляются дополнительные обвинения, в частности в спаивании несовершеннолетнего с целью совращения. Выясняется, что Джексон обвиняется в совращении Гэвина Арвизо, который признался в этом в ходе беседы с психологом Стэном Катцем. Катц сообщил об этом в полицию.
Суд над Джексоном начинается в феврале 2005 года и привлекает небывалое внимание мировой общественности. Общество разделяется на тех, кто верит Майклу Джексону, и тех, кто считает его виновным. В свою защиту в ходе суда в качестве свидетелей команда Джексона привлекает многих знаменитостей, таких как Маколей Калкин, Крис Такер, Джей Лено, Джордж Лопес, которые характеризуют Джексона с самой лучшей стороны, они также дают многочисленные интервью ведущим СМИ в защиту певца. Тогда же в его защиту вновь выступает Уэйд Робсон, который заявляет о том, что не подвергался домогательствам Джексона, несмотря на много ночей, проведённых с ним на одной кровати. По словам Сейфчака, Джексон просит дать и его аналогичные показания, но тот отказывается. В то же время адвокаты Джексона предпринимают активные попытки дискредитировать семью Арвизо: они находят в прошлом случай получения неположенных ей государственных средств матерью Арвизо и ещё несколько случаев неэтичного поведения членов семьи Арвизо. От стороны обвинения на суде выступает горничная Бланка Франсия, которая на этот раз соглашается дать официальные показания против Джексона. Она утверждает, что видела Джексона голым в душе наедине с Уэйдом Робсоном, а также, что Джексон приставал к её собственному сыну, по его словам, и что ранее она уже получила от Джексона крупную сумму — как было сообщено, 2 миллиона долларов — за отказ от судебных претензий, в ходе мирового соглашения, о котором до этого известно не было. Её сын подтверждает домогательства и говорит, что Джексон давал ему деньги за молчание. Робсон отрицает инцидент в душе. В июне 2005 года жюри присяжных, в отсутствие вещественных доказательств и не сочтя показания обвинителей достойными доверия, большинством голосов признаёт Джексона невиновным по всем пунктам обвинения. Джексон благодарит поклонников за горячую поддержку.
В 2013 году, спустя 4 года после смерти певца, Уэйд Робсон делает в прессе сенсационное признание в том, что по просьбе Джексона он дважды лжесвидетельствовал в его защиту, хотя на самом деле многократно имел с ним сексуальную связь на протяжении целых семи лет. Робсон рассказал, что в результате совращения в малолетнем возрасте он оказался глубоко эмоционально привязан к Джексону и готов был почти на все, чтобы заслужить его одобрение, поэтому скрывал эту тайну и говорил неправду на суде. В детстве Джексон также внушал Робсону, по его словам, что если кто-то узнаёт об их связи, то они оба попадут в тюрьму. И только рождение собственного сына заставило Робсона переосмыслить его отношения с Джексоном и осознать, что их отношения были результатом преступного психологического насилия со стороны певца. Вслед за Робсоном в лжесвидетельстве в защиту Джексона признался и Джеймс Сейфчак. По словам Сейфчака, правда состояла в том, что в несовершеннолетнем возрасте он имел более ста сексуальных контактов с Джексоном и даже имеет подаренное певцом «обручальное» кольцо. Оба, Робсон и Сейфчак, заявили, что очень сожалеют, и принесли за лжесвидетельство свои извинения. Историю жизни и отношений с Майклом Джексоном Робсон и Сейфчак подробно описали в документальном фильме «Покидая Неверленд» 2019 года, который вызвал широкий мировой общественный резонанс. В то же время фильм вызвал большое негодование семьи и поклонников Джексона, были сняты фильмы-опровержения, призванные доказать, что Робсон и Сейфчак ныне лгут, а на суде говорили правду, к таким фильмам относятся: «Майкл Джексон: В погоне за правдой», «Начало: Майкл Джексон», Neverland Firsthand: Investigating the Michael Jackson Documentary.
Начиная с 2013 года, Робсон и Сейфчак подали несколько исков, касающихся сексуальных домогательств, против компаний MJJ Productions и MJJ Ventures, управляющих наследием Майкла Джексона. В период до 2017 года эти иски были отклонены в связи с истечением срока исковой давности, однако после этого возобновлены в 2019 году после того, как губернатор Калифорнии, Гэвин Ньюсом, продлил срок давности по делам такого рода. 26 апреля 2021 года эти иски снова были отклонены, поскольку судья посчитал, что сторона истцов не представила достаточных доказательств того, что компании MJJ Productions и MJJ Ventures могут быть ответственны по данному делу. Адвокат Робсона и Сейфчака заявил, что подаст апелляцию, и разбирательство продолжится.

## Награды и достижения

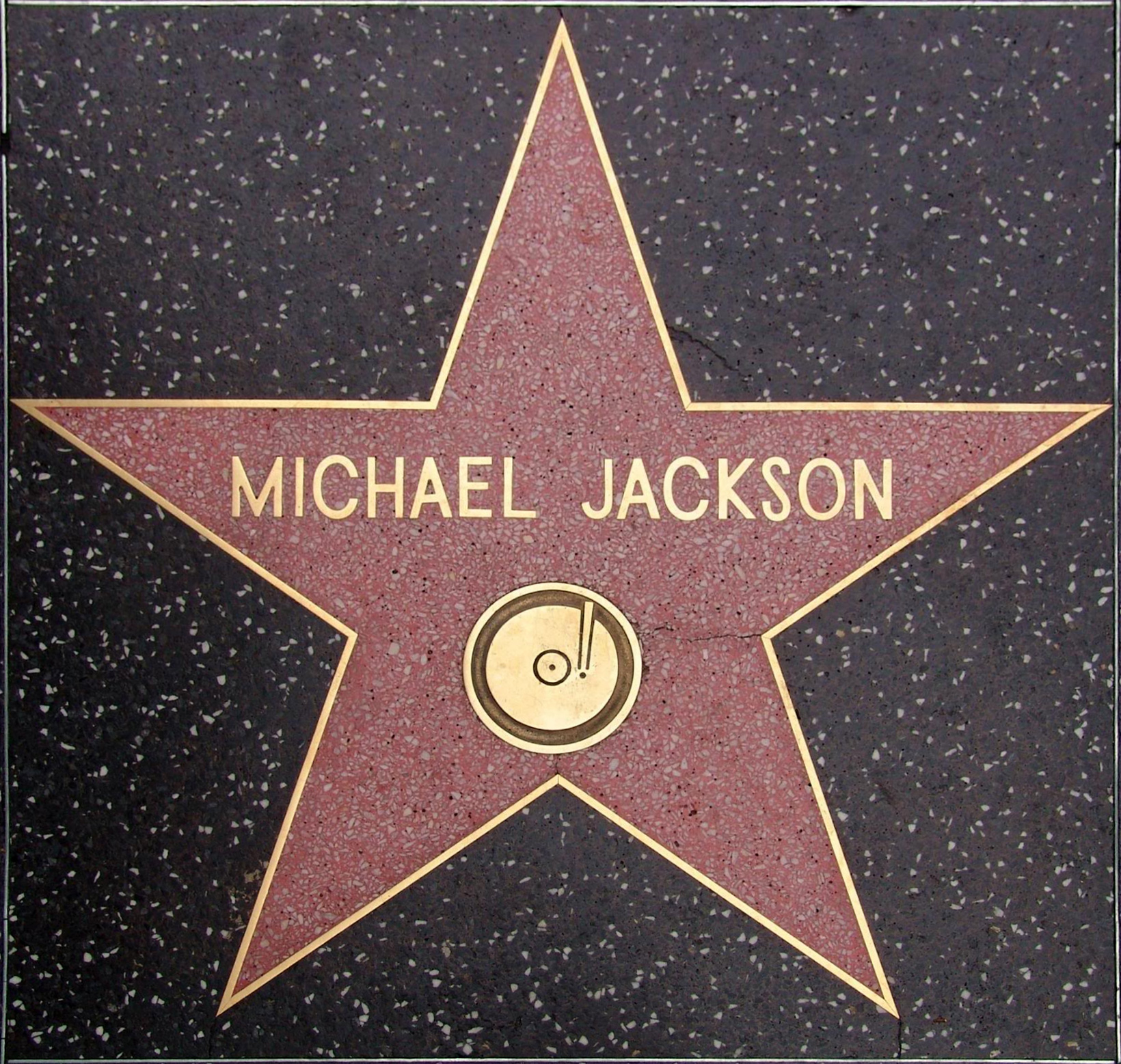
Звезда Майкла Джексона на голливудской «Аллее славы»

Достижения Джексона — одного из немногих музыкантов, дважды введённых в Зал славы рок-н-ролла (в составе коллектива Jackson 5 и как сольного артиста), — включают в себя ряд рекордов в Книге рекордов Гиннесса, звание «Самого успешного артиста всех времён», 15 премий «Грэмми». Ещё при жизни Майкла Джексона люди, с подачи Элизабет Тейлор, неофициально называли его «Королём поп-музыки», но это звание так сильно прижилось к Джексону, что музыкальное общество признало его таковым официально.
Альбом Джексона 1982 года Thriller остаётся самым продаваемым альбомом всех времён, и ещё четыре его сольных студийных альбома входят в число самых продаваемых в мире: Off the Wall (1979), Bad (1987), Dangerous (1991) и HIStory (1995). Джексон популяризировал сложные для исполнения танцевальные техники — такие как «робот» и «лунная походка».
Джексон был также награждён «За выдающийся вклад в мировую культуру» за вклад сотен миллионов долларов в 39 поддерживавшихся им благотворительных организаций и его собственный фонд Heal the World.
Награждён (посмертно) на «Премии Муз-ТВ 2010» за огромный вклад в мировую музыкальную индустрию. Приз вручён сестре певца Ла Тойе Джексон (LaToya Jackson).

## Дискография
- Got to Be There (1972)
- Ben (1972)
- Music & Me (1973)
- Forever, Michael (1975)
- Off the Wall (1979)
- Thriller (1982)
- Bad (1987)
- Dangerous (1991)
- HIStory: Past, Present and Future, Book I (1995)
- Invincible (2001)

## Песни, занимавшие высокие места в чарте Billboard Hot 100
| Год  | Песня                                                   | №  |
| ---- | ------------------------------------------------------- | -- |
| 1971 | Got to Be There                                         | 4  |
| 1972 | Rockin' Robin                                           | 2  |
| 1972 | Ben                                                     | 1  |
| 1979 | Don’t Stop 'til You Get Enough                          | 1  |
| 1980 | Rock With You                                           | 1  |
| 1980 | Off the Wall                                            | 10 |
| 1980 | She’s Out Of My Life                                    | 10 |
| 1982 | The Girl Is Mine (дуэт с Полом Маккартни)               | 2  |
| 1983 | Billie Jean                                             | 1  |
| 1983 | Beat It                                                 | 1  |
| 1983 | Wanna Be Startin' Somethin'                             | 4  |
| 1983 | Human Nature                                            | 6  |
| 1983 | P.Y.T. (Pretty Young Thing)                             | 10 |
| 1983 | Say Say Say (дуэт с Полом Маккартни)                    | 1  |
| 1984 | Thriller (совместно с Винсентом Прайсом)                | 4  |
| 1985 | We are the World (в составе USA For Africa)             | 1  |
| 1987 | I Just Can't Stop Loving You (дуэт с Саидой Гаррет)     | 1  |
| 1987 | Bad                                                     | 1  |
| 1987 | The Way You Make Me Feel                                | 1  |
| 1988 | Man In The Mirror                                       | 1  |
| 1988 | Dirty Diana                                             | 1  |
| 1989 | Smooth Criminal                                         | 7  |
| 1991 | Black Or White (совместно с L.T.B.)                     | 1  |
| 1992 | Remember The Time                                       | 3  |
| 1992 | In The Closet (совместно с принцессой Монако Стефанией) | 6  |
| 1993 | Will You Be There                                       | 7  |
| 1995 | Scream (дуэт с Джанет Джексон)                          | 5  |
| 1995 | You are Not Alone                                       | 1  |
| 2001 | You Rock My World                                       | 10 |
| 2014 | Love Never Felt So Good (дуэт с Джастином Тимберлейком) | 9  |

## Фильмография
Основная статья: Видеография Майкла Джексона

### Полнометражные фильмы
| Год  | Название на русском | Название в оригинале                | Роль     | Примечания                                                          |
| ---- | ------------------- | ----------------------------------- | -------- | ------------------------------------------------------------------- |
| 1978 | Виз                 | The Wiz                             | Страшила |                                                                     |
| 1988 | Лунная походка      | Moonwalker                          | Майкл    | Также автор сюжета, исполнительный продюсер, композитор и хореограф |
| 2002 | Люди в чёрном 2     | Men In Black II                     | Агент Эм | Камео                                                               |
| 2004 | Мисс Робинзон       | Miss Cast Away and the Island Girls | Агент MJ | Камео                                                               |

Продюсер
- 1983 — Создание «Триллера»  / The Making of 'Thriller' (документальный фильм)
- 1993 — Dangerous: Короткометражные фильмы / Dangerous: The Short Films (сборник клипов и документальных съёмок)

Исполнительный продюсер
- 1995 — Майкл Джексон: Лучшие клипы — HIStory / Michael Jackson: Video Greatest Hits — HIStory (сборник клипов)
- 1997 — Майкл Джексон: Альбом HIStory на киноплёнке / Michael Jackson: HIStory on Film — Volume II (сборник клипов и выступлений)
- 2003 — Майкл Джексон: Номер один / Michael Jackson: Number Ones (сборник клипов)

Фильм-биография
- 2025 — Майкл / Michael

### Короткометражные фильмы
| Год  | Название на русском     | Название в оригинале     | Роль/роли                                         | Примечания                                                         |
| ---- | ----------------------- | ------------------------ | ------------------------------------------------- | ------------------------------------------------------------------ |
| 1986 | Капитан Ио              | Capitan EO               | Капитан Ио                                        | Также композитор и хореограф                                       |
| 1996 | Майкл Джексон: Призраки | Michael Jackson’s Ghosts | Маэстро / Мэр / Уродливый мэр / Вурдалак / Скелет | Также соавтор концепции и сюжета, продюсер, композитор и хореограф |

Не был завершён
- 1993 — Это страшно / Is It Scary — Маэстро (впоследствии фильм был переработан в «Призраков»)

### Телевидение
В список вошли только те передачи, в которых Майкл Джексон, показывал актёрскую игру (в комедийных скетчах или озвучивании), а не только выступал с песнями.
| Год            | Названия на русском                  | Название в оригинале                        | Примечание                                                  |
| -------------- | ------------------------------------ | ------------------------------------------- | ----------------------------------------------------------- |
| 1970           | Шоу Джима Набурса                    | Jim Naburs Show                             | Появление в одном выпуске                                   |
| 1971           | Дайана                               | Diana Special!                              | Специальный одиночные телевыпуск                            |
| 1971           | Вперёд в Индиану                     | Goin' Back to Indiana                       | Специальный одиночный телевыпуск группы The Jackson 5       |
| 1971 1972      | Шоу Флипа Уилсона                    | Flip Wilson Show                            | Появление в двух выпусках                                   |
| 1972 1974      | Комедийный час Сони и Шер            | Sony & Cher Comedy Hour                     | Появление в двух выпусках                                   |
| 1972           | Шоу The Jackson 5                    | The Jackson 5 Show                          | Специальный одиночный телевыпуск группы The Jackson 5       |
| 1973           | Шоу Боба Хоппа                       | Bob Hope Special                            | Появление в одном выпуске                                   |
| 1974 1975 1976 | Шоу Кэрол Барнетт                    | Сarol Barnett Show                          | Появление в трёх выпусках                                   |
| 1974           | Будем свободными … Ты и Я            | Free to Be… You & Me                        | Специальный одиночный телевыпуск, в роли Young Boy          |
| 1974           | Сэнди в Диснейленде                  | Sandy In Disneyland                         | Специальный одиночный телевыпуск                            |
| 1975           | Шоу Шер                              | Cher Show                                   | Появление в одном выпуске                                   |
| 1976           | Шоу Рича Литтла                      | Rich Little Show                            | Появление в одном выпуске                                   |
| 1976           | Шоу Сонни и Шер                      | Sonny & Cher Show                           | Появление в одном выпуске                                   |
| 1976 1977      | The Jacksons                         | The Jacksons                                | Персональное телешоу группы The Jacksons, вышло 12 выпусков |
| 1978           | Специальное Рождество на Улице Сезам | A Special Sesame Street Christmas           | Специальные одиночные телевыпуски                           |
| 1980           | Празднование 25-летия Диснейленда    | Kraft Salutes Disneyland’s 25th Anniversary | Специальные одиночные телевыпуски                           |
| 1991           | Симпсоны                             | The Simpsons                                | Мультсериал; озвучивание Leon Kompowsky в одной серии       |

Исполнительный продюсер
- 1988 — Майкл Джексон: Легенда продолжается / Michael Jackson: The Legend Continues (документальный телефильм)
- 1997 — Michael Jackson: HIStory Live (телевизионная версия концерта в Мюнхене)
- 2004 — Майкл Джексон: Один / Michael Jackson: The One (документальный телефильм)

Анимация про Майкла Джексона
- 1971 — 1972 — The Jackson 5ive (мультсериал, 23 серии)
- 2017 — Хэллоуин Майкла Джексона / Michael Jackson's Halloween (короткометражный мультфильм)

Фильмы-биографии
- 1992 — Джексоны: Американская мечта (мини-сериал, 2 серии)
- 2004 —  Человек в зеркале: История Майкла Джексона (телефильм)
- 2017 — Майкл Джексон: В поисках Неверленда (телефильм)

## Видеоигры
| Год  | Название                             | Роль                      | Примечания                                    |
| ---- | ------------------------------------ | ------------------------- | --------------------------------------------- |
| 1989 | Michael Jackson’s Moonwalker         | Майкл (голос)             | Также автор сюжета, геймдизайнер и композитор |
| 1993 | Michael Jackson in Scramble Training | Командир Майкл            | «Живая» роль                                  |
| 1994 | Sonic the Hedgehog 3                 | —                         | Композитор и продюсер саундтрека              |
| 1999 | Space Channel 5                      | Космический Майкл (голос) | В англоязычной версии                         |
| 2000 | Ready 2 Rumble Boxing: Round 2       | Майкл Джексон (голос)     |                                               |
| 2002 | Space Channel 5: Part 2              | Космический Майкл (голос) | В англоязычной версии                         |
| 2011 | Michael Jackson: The Experience      | —                         | Образ и композитор                            |
| 2015 | South Park: The Fractured But Whole  | —                         | Образ                                         |

## Туры
- Bad Tour (1987—1989)
- Dangerous World Tour (1992—1993)
- HIStory World Tour (1996—1997)
- This Is It (2009—2010) (Отменён)

## Книги
- Jackson, M. Moonwalk. — London : William Heinemann, 2009. — ISBN 0-434-02027-3.
- Jackson, M. Dancing the Dream. — DoubleDay, 1992. — ISBN 0-385-42277-6.

## В филателии
Майклу Джексону посвящены почтовые марки и другие филателистические материалы Британских Виргинских островов, острова Сент-Винсент, Анголы, Бурунди, Буркина-Фасо, Гвинеи и других стран.